# Challenger de Cassis 2021
El torneo Cassis Open Provence 2021 fue un torneo profesional de tenis. Perteneció al ATP Challenger Tour 2021. Se disputó en su 3ª edición sobre superficie dura, en Cassis, Francia entre el 06 al el 12 de septiembre de 2021.

## Jugadores participantes del cuadro de individuales
| Favorito | País                    | Jugador               | Rank1 | Posición en el torneo |
| -------- | ----------------------- | --------------------- | ----- | --------------------- |
| 1        | Bandera de Francia      | Benjamin Bonzi        | 94    | CAMPEÓN               |
| 2        | Bandera de Japón        | Yasutaka Uchiyama     | 123   | Baja                  |
| 3        | Bandera de Australia    | Christopher O'Connell | 126   | Baja                  |
| 4        | Bandera de Kazajistán   | Mikhail Kukushkin     | 129   | Primera ronda, retiro |
| 5        | Bandera de Francia      | Lucas Pouille         | 133   | FINAL                 |
| 6        | Bandera de Francia      | Grégoire Barrère      | 136   | Primera ronda         |
| 7        | Bandera de Austria      | Jurij Rodionov        | 140   | Primera ronda         |
| 8        | Bandera del Reino Unido | Liam Broady           | 147   | Semifinales           |

- 1 Se ha tomado en cuenta el ranking del 30 de agosto de 2021.

### Otros participantes
Los siguientes jugadores recibieron una invitación (wild card), por lo tanto ingresan directamente al cuadro principal (WC):
- Clément Chidekh
- Arthur Fils
- Luca Van Assche

Los siguientes jugadores ingresan al cuadro principal tras disputar el cuadro clasificatorio (Q):
- Nicolás Jarry
- Hiroki Moriya
- Giovanni Mpetshi Perricard
- Ramkumar Ramanathan

## Campeones

### Individual Masculino
- Benjamin Bonzi derrotó en la final a  Lucas Pouille, 7–6(4), 6–4

### Dobles Masculino
- Sriram Balaji /  Ramkumar Ramanathan derrotaron en la final a  Hans Hach Verdugo /  Miguel Ángel Reyes-Varela, 6–4, 3–6, [10–6]